# المرآة السوداء (مسلسل)
المرآة السوداء (بالإنجليزية: Black Mirror) هو مسلسل أنثولوجي بريطاني أنشأه تشارلي بروكر. تدور معظم حلقاته في عوالم مستقبلية قريبة الطابع، تتسم بالديستوبيا والتكنولوجيا الخيالية العلمية، ما يجعله يُصنَّف ضمن أدب الخيال التأملي. استُلهم العمل من مسلسل من ''توايلايت زون، ويستخدم مواضيع التكنولوجيا ووسائل الإعلام كوسيلة للتعليق على القضايا الاجتماعية المعاصرة. كتب بروكر معظم الحلقات، بمشاركة من المنتجة التنفيذية أنابيل جونز.
يتكون المسلسل من 33 حلقة موزعة على سبعة مواسم، بالإضافة إلى حلقة خاصة، وفيلم تفاعلي بعنوان المرآة السوداء: باندرسناتش صدر عام 2018. عُرض الموسمان الأول والثاني على القناة الرابعة البريطانية في عامي 2011 و2013، وكذلك الحلقة الخاصة عيد الميلاد الأبيض في 2014. بعد ذلك انتقل عرض المسلسل إلى نتفليكس، حيث قُدّمت خمسة مواسم أخرى في أعوام 2016، 2017، 2019، 2023، و2025. كما أُنتجت سلسلتان من الحلقات القصيرة الخاصة بالويب عبر نتفليكس، وصدر كتاب مصاحب بعنوان داخل بلاك ميرور عام 2018 يغطي المواسم الأربعة الأولى. وقد تم إصدار موسيقى عدد من الحلقات في ألبومات.
يُعد بلاك ميرور من أفضل الأعمال التلفزيونية في العقد الثاني من القرن الحادي والعشرين بحسب بعض النقاد، بينما رأى آخرون أن تكرار الثيمات الأخلاقية جعله يبدو متوقعاً أو أن جودته تراجعت بمرور الوقت. فاز البرنامج بثلاث جوائز إيمي برايم تايم لأفضل فيلم تلفزيوني على التوالي عن حلقات سان جونيبيرو وباندرسناش. وقد نُسب للمسلسل إلى جانب قصة رعب أمريكية وداخل الرقم 9، دور رئيسي في إحياء صيغة المسلسلات الأنثولوجية، وقد اعتُبرت العديد من حلقاته نبوءات دقيقة لما حدث لاحقًا في الواقع.

## الحلقات
تم تكليف إنتاج مسلسل بلاك ميرور في الأصل من قبل القناة الرابعة البريطانية (Channel 4)، حيث عُرض لأول مرة في ديسمبر 2011. تبع ذلك موسم ثانٍ عُرض في فبراير 2013. في سبتمبر 2015، قامت منصة نتفليكس بشراء حقوق البرنامج، وأمرت بإنتاج 12 حلقة جديدة تم تقسيمها لاحقًا إلى موسمين من ست حلقات لكل منهما. أُطلقت الحلقات الست الأولى دفعة واحدة عالميًا على نتفليكس كموسم ثالث في 21 أكتوبر 2016. أما الموسم الرابع، المكوّن من ست حلقات أيضًا، فقد صدر في 29 ديسمبر 2017. . الموسم الخامس، الذي احتوى على ثلاث حلقات فقط، صدر في 5 يونيو 2019. تم إصدار المواسم الأربعة الأولى بالإضافة إلى الحلقة الخاصة عيد الميلاد الأبيض على أقراص DVD. في عام 2022، تم تكليف إنتاج الموسم السادس، الذي صدر في 15 يونيو 2023. وفي نوفمبر 2023، تم الإعلان عن الموسم السابع، والذي صدر رسميًا في 10 أبريل 2025.
| الموسم      | الحلقات     | الحلقات     | الأصلي         | الأصلي         | الأصلي                    |
| الموسم      | الحلقات     | الحلقات     | الأول          | الأخير         | الشبكة                    |
| ----------- | ----------- | ----------- | -------------- | -------------- | ------------------------- |
| 1           | 3           | 3           | 4 ديسمبر 2011  | 18 ديسمبر 2011 | القناة الرابعة البريطانية |
| 2           | 3           | 3           | 11 فبراير 2013 | 25 فبراير 2013 | القناة الرابعة البريطانية |
| حلقة خاصة   | حلقة خاصة   | حلقة خاصة   | 16 ديسمبر 2014 | 16 ديسمبر 2014 | القناة الرابعة البريطانية |
| 3           | 6           | 6           | 21 أكتوبر 2016 | 21 أكتوبر 2016 | نتفليكس                   |
| 4           | 6           | 6           | 29 ديسمبر 2017 | 29 ديسمبر 2017 | نتفليكس                   |
| فيلم تفاعلي | فيلم تفاعلي | فيلم تفاعلي | 28 ديسمبر 2018 | 28 ديسمبر 2018 | نتفليكس                   |
| 5           | 3           | 3           | 5 يونيو 2019   | 5 يونيو 2019   | نتفليكس                   |
| 6           | 5           | 5           | 15 يونيو 2023  | 15 يونيو 2023  | نتفليكس                   |
| 7           | 6           | 6           | 10 أبريل 2025  | 10 أبريل 2025  | نتفليكس                   |

## وصلات خارجية
- الموقع الرسمي
- المرآة السوداء على موقع IMDb (الإنجليزية)
- المرآة السوداء على موقع ميتاكريتيك (الإنجليزية)
- المرآة السوداء على موقع روتن توميتوز (الإنجليزية)
- المرآة السوداء على موقع نتفليكس (الإنجليزية)
- المرآة السوداء على موقع فيلمافينيتي (الإسبانية)
- المرآة السوداء على موقع كينوبويسك (الروسية)
- المرآة السوداء على موقع ألو سيني (الفرنسية)
- المرآة السوداء على موقع قاعدة بيانات الفيلم (الإنجليزية)